# Uriel Santiago Velasco
Uriel de Jesús Santiago Velasco (Oaxaca de Juárez, Oaxaca, 9 de junio de 2002), es un periodista, escritor y antropólogo mexicano. Su trabajo se centra en la entrevista de perfil, la crónica cultural y el rescate de la memoria histórica. Ha colaborado en medios como Confabulario de El Universal, Laberinto de Milenio, la Revista de la Universidad, Punto de Partida de la UNAM y El Imparcial de Oaxaca. Es autor de cinco libros de crónica, ha recibido en dos ocasiones el Premio Nacional de Periodismoen "Entrevista"; y es miembro corresponsal del Seminario de Cultura Mexicana.

## Biografía
Nació en la Ciudad de Oaxaca de Juárez el 9 de junio del 2002. Realizó sus estudios de Antropología Social en la Escuela Nacional de Antropología e Historia, enfocándose en el periodismo cultural y la investigación de temas histórico-antropológicos. Actualmente reside en la alcaldía Coyoacán, Ciudad de México. Estudia literaturas hispánicas en la Facultad de Filosofía y Letras de la UNAM

El que solo mira, retrato de Uriel Santiago por Graciela Iturbide

### Trayectoria profesional
Durante su adolescencia comenzó a trabajar en diversos periódicos y revistas. El 4 de septiembre de 2016 publicó su primer artículo en el suplemento dominical El Imparcialito, del diario El Imparcial de Oaxaca donde permaneció hasta 2023 como colaborador fijo, con las columnas: Oaxaca tierra de cultura, Voces, ecos y secretos y Entrevistas sin fecha. 
En el suplemento El Imparcialito pasó sus primeros años como reportero de la sección infantil, para más tarde integrarse a la redacción de cultura del mismo periódico. 
En la entrevista realizada por Elena Poniatowska el 18 de junio de 2023, cuenta:

Empecé a entrevistar a la señora del pan, a la de la nieve, a las del mercado. Hice una columna: Oaxaca, tierra de cultura, en la sección de Sociales, la de las señoras emperifolladas y las novias de blanco. De pronto, en esa misma sección apareció la vendedora de flores, el barrendero y rompí ese mundo.

En 2018 surgió su columna “Entrevistas sin fecha” con la que consiguió notoriedad periodística al entrevistar a personalidades como Omara Portuondo, Leo Dan, Rosa Montero, Arturo Pérez-Reverte, Juan José Millás, Ignacio López Tarso, Susana Baca, Totó la Momposina, Rita Segato, Tania Libertad, Elena Poniatowska, Juan Villoro, Margo Glantz, Julieta Venegas, María Rojo, Alfredo López Austin, Enrique Serna, Graciela Iturbide, Julia Carabias, entre otros.
Tras haber publicado cerca de 650 artículos cerró su ciclo de publicaciones en El Imparcial de Oaxaca en septiembre de 2023. Ha publicado en Laberinto de Milenio, la Revista de la Universidad y la revista Punto de Partida de la UNAM. Actualmente es colaborador del suplemento cultural Confabulario de El Universal. 

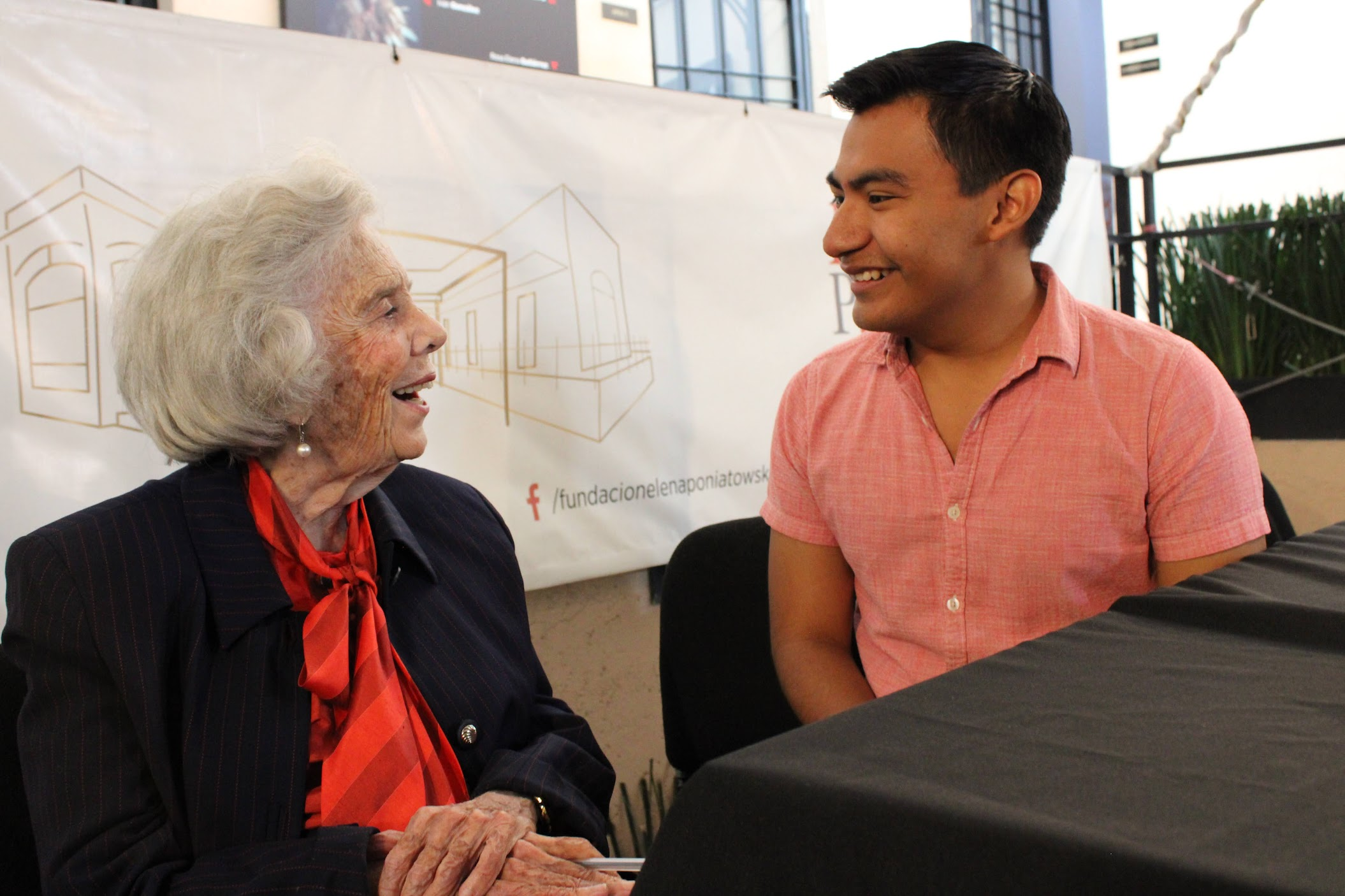
Uriel Santiago Velasco y Elena Poniatowska en la Fundación Poniatowska CDMX (2023)

### Trayectoria académica
En la preparatoria comenzó a interesarse por el rescate de la memoria histórica de su ciudad natal. Es autor de los libros de crónica: Tras la sombra del Panteón San Miguel (2019) y Oaxaca Cúmulo de Historias (2021), así como de los opúsculos biográficos de Margarita Toledo (2021) y Luz María González Esperón (2022).
Su investigación “El Mercado Benito Juárez Maza: un lugar hilvanado por mujeres”lo ha llevado a impartir una docena de conferencias en diferentes foros de la República Mexicana y el extranjero. 
En 2018 representó a México en el programa “Rumbo Joven diseña tú futuro” convocado por el IMJUVE, llevado a cabo en la Ciudad de Panamá, donde presentó su ensayo “¿Qué viven los jóvenes en México?”. En 2022 fue invitado por la Red Mundial de Jóvenes Políticos a dar la conferencia “La construcción de una memoria histórica” en Lima, Perú.
En 2018 realizó la investigación Los Mayorazgos de la Ciudad de Oaxaca 1630-1932 en coautoría con el escritor Jorge Martínez Gracida Bribiesca, la cual rescata 42 folios inéditos del historiador Manuel Martínez Gracida que publicaron en medios impresos de Oaxaca.
Desde 2021 es miembro corresponsal del Seminario de Cultura Mexicana, siendo el más joven en los 83 años de historia de esta institución que reúne a intelectuales de diferentes disciplinas para divulgar la historia de México.

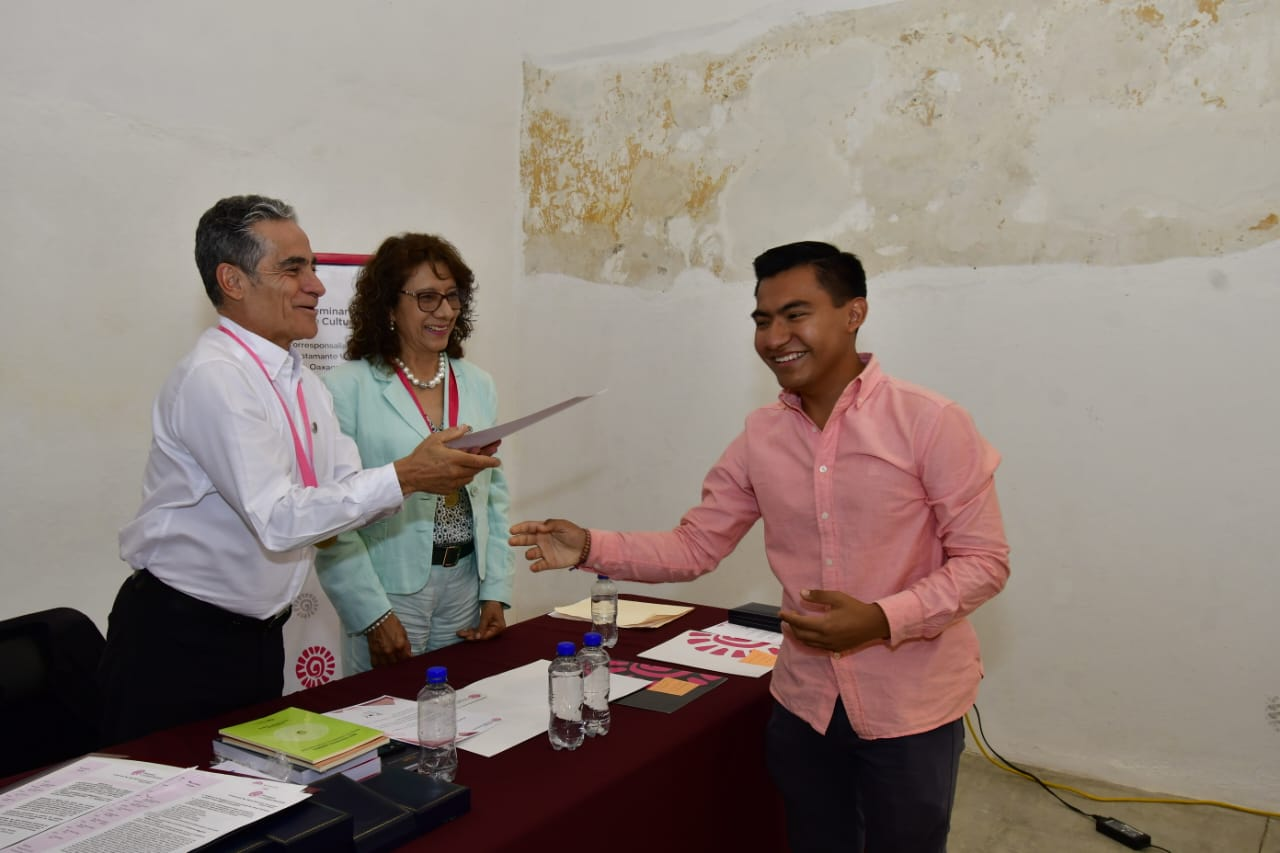
Felipe Leal entregando nombramiento como miembro corresponsal del Seminario de Cultura Mexicana a Uriel Santiago Velasco, CDMX (2023)

### Premios y Reconocimientos
Ha sido galardonado en dos ocasiones con el Premio Nacional de Periodismo. En 2022, lo recibió en la categoría de periodismo cultural, otorgado por el Club de Periodistas de México. En 2024, obtuvo el mismo galardón en la categoría de Entrevista, por su artículo “Margo Glantz, 94 años contados en fragmentos”, publicado en el suplemento Confabulario de El Universal:

"Por su pluma suelta, sencillo lenguaje y una narrativa que atrapa la mirada del detalle y escudriña las fantasías de escritores, artistas plásticos y creadores".
-Acta del jurado

El Gobierno de Oaxaca le concedió el Premio Estatal de la Juventud 2024 en la categoría de Actividades Artísticas, rubro Literatura, y la medalla "Hermanos Flores Magón" en reconocimiento a su trayectoria. Además el Ayuntamiento de Oaxaca de Juárez, lo declaró en 2023 “Ciudadano distinguido” por mérito profesional en el Teatro Macedonio Alcalá y en 2025, "Ciudadano de Antequera" en el marco del 493 aniversario de la elevación de Oaxaca al rango de ciudad.  
Ha recibido el Premio Municipal de la Juventud 2021 en la categoría de Actividades Artísticas y Culturales, así como el Premio Nacional Mis Raíces 2020 y en 2019 el Premio Huaxyacac otorgados por el Ateneo Nacional de la Juventud. 
Que se suman a una veintena de reconocimientos entre los que destaca el del Despacho de la primera dama de la República de Panamá en 2018, el Archivo General del Estado de Oaxaca en 2019, la Casa de la Cultura Oaxaqueña en 2019 y la LXIV legislatura del H. Congreso local en 2019, este último “Por su contribución a la cultura del estado de Oaxaca.

### Libros
- Tras la sombra del Panteón San Miguel, 2019.
- 100% Hecho en Oaxaca, 2020.
- Margarita Toledo una mujer indeleble, 2021.
- Oaxaca Cúmulo de Historias, 2021.
- Luz María González Esperón una mujer indeleble, 2022.